# Frédéric Martin (homme politique)
Pour les articles homonymes, voir Frédéric Martin et Martin.
Frédéric Martin, né le 3 juin 1872 à Genève et mort le 15 février 1942 à Genève, est un homme politique suisse membre du Parti libéral (appelé Parti démocrate à Genève).

## Biographie
Après des études de droit suivies à Genève, Berlin, Leipzig et Paris, il obtient une licence et un brevet d'avocat à Genève en 1895.
Secrétaire du département de justice et police entre 1899 et 1903, il devient ensuite juge de paix suppléant (1911-1930), bâtonnier (1921-1923) et juge à la Cour de cassation (1938-1942). Président du Cercle démocratique (1908-1910), il est élu conseiller municipal démocrate de Genève (1910-1931) et député au Grand Conseil (1910-1930 et 1933-1936).
Élu conseiller d'État en 1930, il prend en charge le département de justice et police dans une période tendue du fait des tendances extrémistes du Parti socialiste genevois de Léon Nicole et de l'Union nationale de Georges Oltramare. Il doit faire face en particulier à la fusillade du 9 novembre 1932 où il est accusé par la gauche d'avoir appelé l'armée suisse à l'aide. Élu conseiller aux États entre 1933 et 1942, il est par ailleurs président du conseil d'administration du Journal de Genève de 1913 à 1930.

## Sources
- « Frédéric Martin » dans le Dictionnaire historique de la Suisse en ligne.